# 12 Danzas españolas
Las Doce danzas españolas, Op. 37 para piano son una serie de doce piezas pianísticas compuestas por el compositor Enrique Granados. De forma incorrecta se las ha etiquetado en algunas publicaciones como Op.5, al confundir el nombre de la danza andaluza No.5 denominada de forma homónima "Andaluza" con el opus. Se desconocen las fechas exactas de composición de cada una de ellas, si bien se cree que fueron escritas entre 1892 y 1900. El propio compositor declaró que la mayoría son de 1883 (cuando contaba 16 años). Cabe la posibilidad de que, por otro lado, escritas en fechas tempranas, fuesen perfeccionadas más tarde por Granados, lo cual haría compatibles dos de sus cualidades: por una parte, su sencillez de escritura, generalmente tripartita A-B-A, alejada de las complejidades de su obra insigne  Goyescas, lleva a pensar que son obras de juventud; por otra parte, la maestría, la elegancia y el dominio rítmico indicarían que estamos ante un compositor maduro. Estas danzas constituyen una gran aportación a la música nacionalista española para piano del siglo XIX, siendo otra serie de obras ya mencionadas como Goyescas su máxima aportación.
En versión orquestal se interpretan las danzas n°. 2 "oriental", n°. 5 "andaluza" y n°. 6 "rondalla aragonesa", bajo el nombre de Tres danzas españolas.

## Las doce danzas españolas
- Danza española n.º 1. Denominada Galante o Minueto,[6] es una especie de bolero en sol mayor que Granados dedicó a Amparo Gal, su futura esposa. Se inicia con una sección allegro, que modula a modo menor en una sección central más reposada, poco andante y regresa a la parte inicial.

- Danza española n.º 2. Denominada Oriental, es una danza escrita en do menor. La primera sección es un andante en el que la mano izquierda dibuja un sentido acompañamiento, mientras que la derecha entona la melancólica melodía principal.[7] La sección central, lento assai, emana un lirismo sentimental.

- Danza española n.º 3. Esta danza recibe dos denominaciones, Fandango o Danza gallega. La partitura señala enérgico, y está en la tonalidad de re mayor. Es interesante por su garbo, su sentido rítmico y algún asomo de lirismo que sirve de contraste.

- Danza española n.º 4. Denominada Villanesca, está inspirada por Torquato Tasso. Es de carácter cortesano y, al mismo tiempo, popular. Señalada allegro alla pastorale, su aire pastoril, suave y melodioso es su mayor encanto. La canción y el estribillo de la sección central derivan del tema principal.

- Danza española n.º 5. Denominada Andaluza o Playera, es un andantino, casi allegretto. Es la más conocida de todas estas danzas. Tiene cierto clima flamenco, por ello recibe la primera apelación. La mano izquierda  hace una especie de punteado que recuerda el rasgueo de la guitarra.

- Danza española n.º 6. Se la denomina Rondalla aragonesa, siendo pues, una verdadera jota. Alegretto, poco a poco scherzando es su Tempo, con una primera sección brillante y de difícil plasmación para el pianista. La parte central es a modo de copla y posteriormente vuelve a aparecer la primera sección. Es una de las más brillantes.

- Danza española n.º 7. Se la conoce con el nombre de Valenciana o Calesera. Es un allegro arioso en sol mayor. Se trata de una jota valenciana con curiosos acordes sincopados y ritmo sostenido, evocación estilizada del baile popular. Granados la dedicó al compositor César Cui.

- Danza española n.º 8. Es una sardana, que utilizada su autor en homenaje a su tierra. Esta sardana aparece a través de su peculiar ritmo, con una dotación melódica variada y original. Está en do menor y es un assai moderato.

- Danza española n.º 9. Se denomina comúnmente Mazurca o Romántica. Es un molto allegro brillante en si bemol menor. Algunos estudiosos han visto en ella un zorcico vasco, pero el ritmo es distinto. Otros han hallado una proximidad al chotis. Como otros también la han considerado una página simplemente romántica.

- Danza española n.º 10. Denominada Danza triste o Melancólica, es un allegretto en sol mayor. Es una de las más difundidas de la serie. Desde el punto de vista formal es un tanto deslavazada, pero ahí reside su encanto.

- Danza española n.º 11. Denominada Zambra, es una hermosa e inspirada página que muestra reminiscencias de la música de raíces moriscas junto al virtuosismo y el rigor habituales en Granados.

- Danza española n.º 12. Está denominada Arabesca. Es de inspiración morisca, como la anterior danza. Se trata también de la última danza de la colección. Pieza de gran delicadeza, la melodía de la sección central tiene una gracia muy especial.